# Alcis opiseura
Alcis opiseura är en fjärilsart som beskrevs av Eugen Wehrli 1943. Alcis opiseura ingår i släktet Alcis och familjen mätare. Inga underarter finns listade i Catalogue of Life.